# American Journal of Physical Anthropology
L'American Journal of Physical Anthropology è una rivista peer-reviewed e il giornale ufficiale della American Association of Physical Anthropologists.
Fu fondato nel 1918 da Aleš Hrdlička (U.S. National Museum, ora the Smithsonian Institution's National Museum of Natural History).